# Enoch Arden (film, 1915)
Pour les articles homonymes, voir Enoch Arden (homonymie).
Pour plus de détails, voir Fiche technique et Distribution.
Enoch Arden est un film américain muet réalisé par Christy Cabanne, sorti en 1915.

## Fiche technique
- Titre original : Enoch Arden
- Réalisation : Christy Cabanne
- Scénario : D. W. Griffith, adapté du poème éponyme de Lord Alfred Tennyson
- Direction artistique :
- Musique :
- Décors :
- Costumes :
- Photographie : William Fildew
- Montage :
- Production :
- Société de production : Majestic Motion Picture Company
- Distribution :  États-Unis : Mutual Film
- Budget :
- Pays de production :  États-Unis
- Format : Noir et blanc - Son : muet - 1,33:1 - 35 mm
- Genre : Drame
- Durée : 40 minutes
- Date de sortie : 
  - États-Unis : 8 avril 1915

Source : Imdb

## Distribution
- Alfred Paget : Enoch Arden
- Lillian Gish : Annie Lee
- Wallace Reid : Walter Fenn
- D. W. Griffith : Mr. Ray
- Mildred Harris : une enfant
- Betty Marsh